# Amathia semispiralis
Amathia semispiralis är en mossdjursart som beskrevs av Gustav Heinrich Kirchenpauer 1869. Amathia semispiralis ingår i släktet Amathia och familjen Vesiculariidae. Inga underarter finns listade i Catalogue of Life.